# 1月19日
1月19日（いちがつじゅうくにち）は、グレゴリオ暦で年始から19日目に当たり、年末まであと346日（閏年では347日）ある。

## できごと
- 1419年 - 百年戦争: 1418年7月31日から始まったイングランド王ヘンリー5世によるフランスの都市ルーアンの包囲戦でフランス軍が降伏[1]。
- 1795年 - バタヴィア共和国が成立。
- 1829年 - 戯曲『ファウスト 第一部』が初演。
- 1853年 - ジュゼッペ・ヴェルディのオペラ『イル・トロヴァトーレ』がローマアポロ劇場で初演[2]。
- 1862年 - 南北戦争ミル・スプリングスの戦い: ケンタッキー州でジョージ・ヘンリー・トーマス率いる北軍が、南軍に勝利。南北戦争における北軍の最初の大勝利で、北軍のテネシー州中部への進撃の道を開いた。
- 1868年（慶応3年12月25日）- 江戸薩摩藩邸の焼討事件が起こる。
- 1897年 - 成田鉄道佐倉駅〜成田駅間が開業。総武鉄道と連絡して成田山詣での新しい移動手段になる。
- 1908年 - 日本天文学会が発足[3]。
- 1911年 - 南北朝正閏問題: 読売新聞が社説で国定教科書における南北朝並立の記述を批判、いずれの皇統が正当かをめぐり帝国議会での論争に発展。
- 1927年 - 前年12月に没した日本の大行天皇の追号が大正天皇と決まる。
- 1934年 - エチオピア皇帝ハイレ・セラシエ1世の甥アラヤ・アベベの妃に黒田広志子爵の次女の黒田雅子が決定。4月にイタリアの干渉で破談。
- 1940年 - 毛沢東が「新民主主義論」を発表。
- 1942年 - ファン・イムホフ号事件: 抑留していたドイツ人を護送中のオランダ貨物船「ファン・イムホフ」がインド洋上で日本軍によって撃沈、救助活動が充分に行われないままドイツ人非戦闘員多数が犠牲となる。
- 1946年 - 極東国際軍事裁判所条例制定。
- 1946年 - NHKラジオで『のど自慢素人音楽会』（現在の『NHKのど自慢』）が放送開始[4]。
- 1950年 - 日本社会党が第5回党大会で左派・右派に分裂。
- 1952年 - フィリピン・モンテンルパにあるニュー・ビリビッド刑務所で、BC級戦犯とされた元日本軍兵士17名の死刑が突如執行される。なお、この出来事がきっかけとなり、渡辺はま子のヒット曲「ああモンテンルパの夜は更けて」が作られた[5]。
- 1960年 - 改定日米安全保障条約に調印。
- 1966年 - インド首相にインディラ・ガンディーが選出される。
- 1968年 - 原子力空母エンタープライズが佐世保に寄港、1月23日まで停泊。
- 1969年 - 東大安田講堂事件: 警視庁機動隊が東大安田講堂に篭城していた全学共闘会議の封鎖を解除。
- 1977年 - 東京ローズことアイバ戸栗ダキノが、フォード米大統領の特赦によりアメリカ国籍を回復。
- 1978年 - ドイツのフォルクスワーゲンが、42年のロングセラーだった小型車ビートルの国内生産を打ち切り。
- 1978年 - 約12年間続いたTBSの音楽番組『ザ・ベストテン』が放送開始[6]。
- 1983年 - 初のGUI環境を持ったパーソナルコンピュータ「Lisa」がApple Computerから発売。
- 1984年 - 九州から関東の太平洋側各地で15年ぶりの大雪。
- 1991年 - 登山家の田部井淳子が南極大陸最高峰ヴィンソン・マシフ登頂に成功し、女性で初めて世界六大陸の最高峰を征服。
- 1993年 - チェコとスロバキアが国連に加盟。
- 1993年 - 皇室会議で皇太子徳仁親王と外務省職員・小和田雅子の婚約を正式決定[7]。
- 1995年 - 第一次チェチェン紛争: ロシアがチェチェン共和国の首都グロズヌイの大統領府を占拠。
- 1997年 - 京樽が東京地方裁判所に会社更生法の適用を申請。
- 1997年 - 篠塚建次郎がパリダカール・ラリーの四輪部門にて日本人初の総合優勝。
- 1999年 - 奈良県明日香村の飛鳥池遺跡で、日本最古の通貨富本銭が発掘される[8]。
- 2006年 - NASAが史上初の冥王星無人探査機「ニュー・ホライズンズ」を打ち上げる。
- 2008年 - 京都市内で初の都市高速道路となる阪神高速8号京都線が上鳥羽出入口 - 第二京阪道路接続部間で開通。
- 2010年 - 日本航空と子会社2社が戦後最大の経営破綻で会社更生法を申請。
- 2018年 - 1995年の地下鉄サリン事件の殺人罪などに問われたオウム真理教元信者高橋克也被告の上告審で、最高裁判証が、被告の上告を棄却する決定をした。これにより、教団による一連の事件で起訴された192人全員の刑事裁判が終結した[9]。
- 2019年 - 西日本一帯で1968年に表面化した食品公害カネミ油症の患者らでつくる13団体が、「カネミ油症被害者連絡会」を設立したと発表[10]。
- 2021年 - 東京池袋で2019年、暴走した車により母子が死亡したほか9人が重軽傷を負った事故で、遺族らが、車を運転していた旧通産省工業技術院元院長などを相手に、損害賠償を求める民事訴訟を起こす[11]。
- 2022年 - テレビ東京の子供番組「おはスタ」が、「子供向け生放送テレビ番組の最多エピソード数」でギネス世界記録に認定[12]。
- 2025年 - 大韓民国の高位公職者犯罪捜査処（公捜処）は、「非常戒厳」宣言を巡る内乱容疑で尹錫悦大統領を逮捕。現職大統領の逮捕は韓国史上初[13]。
- 2025年 - イスラエルとイスラム組織ハマスの間で停戦合意が発効され、予定から3時間遅れた現地時間11時15分から6週間停戦される。

## 誕生日

### 人物
- 1544年 - フランソワ2世、フランス王（+ 1560年）
- 1625年（寛永元年12月11日） - 北村季吟、歌人、俳人（+ 1705年）
- 1698年（元禄10年12月8日） - 森川俊常、第5代生実藩主（+ 1734年）
- 1702年（元禄14年12月22日） - 島津継豊、第5代薩摩藩主（+ 1760年）
- 1736年 - ジェームズ・ワット、技術者（+ 1819年）
- 1747年 - ヨハン・ボーデ、天文学者（+ 1826年）
- 1787年（天明6年12月1日） - 木下利徽、第9代足守藩主（+ 1851年）
- 1798年 - オーギュスト・コント、社会学者、哲学者、数学者（+ 1857年）
- 1807年 - ロバート・E・リー、軍人（+ 1870年）
- 1808年 - ライサンダー・スプーナー、政治哲学者（+ 1887年）
- 1809年 - エドガー・アラン・ポー、小説家（+ 1849年）
- 1813年 - ヘンリー・ベッセマー、技術者、発明家（+ 1898年）
- 1819年 - ウィリアム・フリス、画家（+ 1909年）
- 1832年 - フェルディナント・ラウプ、ヴァイオリニスト、作曲家（+ 1875年）
- 1835年 - アウグスト・ケルクホフス、暗号研究者（ケルクホフスの原理）（+ 1903年）
- 1839年 - ポール・セザンヌ、画家（+ 1906年）
- 1848年 - マシュー・ウェッブ、航海士（キャプテン・ウェッブ、ウェッブ船長）（+ 1883年）
- 1851年 - ヨハン・エイクマン、薬学者、化学者（+ 1915年）
- 1851年 - ヤコブス・カプタイン、天文学者（+ 1922年）
- 1863年（文久2年11月30日） - 牧野謙次郎、漢学者（+ 1937年）
- 1863年 - ウェルナー・ゾンバルト、経済学者、社会学者（+ 1941年）
- 1864年（文久3年12月11日） - 小山作之助、作曲家、教育者（+ 1927年）
- 1867年 - ジャン・デルヴィル、美術家（+ 1953年）
- 1868年 - グスタフ・マイリンク、小説家（+ 1932年）
- 1872年 - 上野英三郎、農学者、忠犬ハチ公の飼い主（+1925年）
- 1874年 - 常陸山谷右エ門、大相撲第19代横綱（+ 1922年）
- 1876年 - 若嶌權四郎、大相撲第21代横綱（+ 1943年）
- 1878年 - ハーバート・チャップマン、サッカー選手、指導者、WMフォーメーション開発者（+ 1934年）
- 1879年 - ボリス・サヴィンコフ、革命家、政治家（+ 1925年）
- 1883年 - ヘルマン・アーベントロート、指揮者（+ 1956年）
- 1883年 - 鈴木善太郎、小説家、劇作家、翻訳家（+ 1950年）
- 1885年 - 大塚淳、指揮者、音楽家（+1945年）
- 1887年 - アレクサンダー・ウールコット（英語版）、評論家（+ 1943年）
- 1889年 - 鴇田英太郎、劇作家（+ 1929年）
- 1889年 - ゾフィー・トイバー＝アルプ、芸術家（+ 1943年）
- 1890年 - エルマー・ニクランダー、陸上競技選手（+ 1942年）
- 1893年 - マグダ・タリアフェロ、ピアニスト（+ 1986年）
- 1897年 - 青木孝義、政治家（+ 1962年）
- 1899年 - 逸見広、小説家（+ 1971年）
- 1902年 - 小松均、日本画家（+ 1989年）
- 1903年 - エルヴィン・ニレジハジ、ピアニスト、作曲家（+ 1987年）
- 1903年 - ボリス・ブラッハー、作曲家（+ 1975年）
- 1906年 - リリアン・ハーヴェイ、女優（+ 1968年）
- 1906年 - 東光武三、外交官（+ 1945年）
- 1907年 - 江藤智、政治家（+ 1982年）
- 1908年 - 久世竜、殺陣師、俳優（+ 1985年）
- 1908年 - 高津春繁、言語学者、東京大学名誉教授（+1973年）
- 1909年 - 山本庸一、雪印乳業社長、日本乳製品協会会長（+ 1987年）
- 1909年 - 水原茂、プロ野球選手、監督（+ 1982年）
- 1909年 - ハンス・ホッター、バスバリトン歌手（+ 2003年）
- 1910年 - 高辻正己、官僚、裁判官（+ 1997年）
- 1910年 - 苅田久徳、プロ野球選手、監督、審判員（+ 2001年）
- 1911年 - 藤牧義夫、版画家（+1935年）
- 1911年 - チョール・シン、最高裁判所裁判官（+ 2009年)
- 1912年 - 笠原良三、脚本家（+ 2002年）
- 1912年 - レオニート・カントロヴィチ、数学者、経済学者（+ 1986年）
- 1912年 - クルト・ブレントル、ドイツ空軍のエース・パイロット（+ 1943年）
- 1914年 - アーミン・マイヤー、駐日アメリカ合衆国大使（+ 2006年）
- 1916年 - 小倉朗、作曲家（+ 1990年）
- 1917年 - 深田金之助、映画監督、撮影技師（+ 1986年）
- 1918年 - ルチアーノ・エンメル、映画監督（+ 2009年）
- 1919年 - アントニオ・ピエトランジェリ、映画監督（+ 1968年）
- 1919年 - 風間完、挿絵画家（+ 2003年）
- 1919年 - 大久保婦久子、芸術家（+ 2000年）
- 1920年 - ハビエル・ペレス・デ・クエヤル、第5代国連事務総長（+ 2020年）
- 1920年 - 竹下一記、郵政事務次官、熊本県民テレビ社長（+ 2003年）
- 1920年 - 玉櫻八郎、相撲力士（+ 1999年）
- 1921年 - 古谷春雄、ホテルニューオータニ専務・総料理長、日本エスコフィエ協会会長（+ 2006年）
- 1921年 - パトリシア・ハイスミス、作家（+ 1995年）
- 1921年 - 羽田健三、鳥類学者、信州大学名誉教授（+ 1994年）
- 1922年 - イェジー・カヴァレロヴィチ、映画監督（+ 2007年）
- 1922年 - 柳瀬睦男、物理学者（+ 2008年）
- 1923年 - マルクス・ヴォルフ、ドイツ民主共和国国家保安省（シュタージ）対外諜報総局長（+ 2006年）
- 1923年 - 江夏美好、作家（+ 1982年）
- 1923年 - ジーン・ステイプルトン、女優（+ 2013年）
- 1924年 - 森幹太、俳優（+ 2000年）
- 1925年 - 日沼頼夫、医学者、塩野義製薬副社長（+ 2015年）
- 1925年 - ヘンリー・グレイ、ブルース歌手、ピアニスト（+ 2020年）
- 1926年 - 山口瞳、作家、エッセイスト（+1995年）
- 1926年 - 巖本真理、ヴァイオリニスト（+ 1979年）
- 1929年 - 須賀敦子、イタリア文学者、随筆家（+1998年）
- 1927年 - 正森成二、政治家（+ 2006年）
- 1930年 - 平岡千之、外交官、迎賓館館長（+ 1996年）
- 1930年 - ティッピ・ヘドレン、女優
- 1931年 - 明石康、国際公務員
- 1931年 - 柴田俊治、朝日放送社長（+ 2015年）
- 1932年 - 郷司裕、アマチュア野球審判員（+ 2006年）
- 1932年 - 花井悠、プロ野球選手（+ 2007年）
- 1932年 - 多田尋子、作家
- 1932年 - リチャード・レスター、映画監督
- 1934年 - 小川誠二、物理学者
- 1934年 - 佐江衆一、小説家（+ 2020年）
- 1935年 - 柴田翔、小説家
- 1935年 - 生田正治、商船三井社長、日本郵政公社初代総裁（+ 2023年）
- 1935年 - フレッド・バレンタイン、元プロ野球選手（+ 2022年）
- 1936年 - 操上和美、写真家
- 1937年 - ビルギッタ、スウェーデン王女（+ 2024年）
- 1937年 - 芳谷圭児、漫画家（+ 2021年）
- 1937年 - 櫻田慧、実業家、モスバーガー（モスフードサービス）創業者（+ 1997年）
- 1938年 - 馬場雄二、ビジュアルデザイナー
- 1938年 - 北村昭斎、漆芸家（+ 2023年）
- 1939年 - フィリップ・エバリー、カントリー・ミュージック（エヴァリー・ブラザース）（+ 2014年）
- 1940年 - 相沢邦昭、元プロ野球選手
- 1940年 - メアリー・ミルズ（英語版）、ゴルフ選手
- 1940年 - 三瀬顕、弁護士（+ 2021年）
- 1940年 - パオロ・ボルセリーノ、反マフィア治安判事（+ 1992年）
- 1941年 - 二葉由紀子、漫才師（+ 2017年）
- 1941年 - パット・パターソン、プロレスラー（+ 2020年）
- 1942年 - 岩田安生、俳優、声優（+ 2009年）
- 1942年 - ナラ・レオン、ボサノヴァ歌手（+ 1989年）
- 1942年 - 渡辺康二、プロテニス選手、日本テニス協会副会長
- 1942年 - マイケル・クロフォード、歌手、俳優
- 1942年 - パウル＝エーリク・ルモ、政治家
- 1943年 - ジャニス・ジョプリン、歌手（+ 1970年）
- 1943年 - 安田春雄、プロゴルファー
- 1944年 - トム・メイン、建築家
- 1944年 - ピーター・リンチ、実業家
- 1945年 - 佐高信、経済評論家
- 1946年 - マツシマススム、写真家
- 1946年 - ドリー・パートン、歌手
- 1946年 - ジュリアン・バーンズ、小説家
- 1947年 - 横山ひろし、漫才師（横山たかし・ひろし）
- 1947年 - 田子冬樹、調教師
- 1947年 - 三木千壽、工学者、東京工業大学名誉教授、東京都市大学名誉学長
- 1947年 - 松尾徹人、政治家（+ 2011年）
- 1947年 - ロッド・エヴァンス、ミュージシャン（元ディープ・パープル）
- 1947年 - ポーラ・ディーン、料理司会者
- 1948年 - 丘みつ子、女優
- 1948年 - 馬場滋、囲碁棋士
- 1948年 - 助川汎、俳優
- 1948年 - 阿部道、競輪選手
- 1948年 - ナンシー・リンチ、情報工学者
- 1949年 - 堀高明、実業家、スターフライヤー創業者
- 1949年 - 鈴木義伯、実業家、元NTTデータフォース社長
- 1949年 - 辻哲也、元プロ野球選手（+ 2024年）
- 1949年 - ロバート・パーマー、歌手（+ 2003年）
- 1950年 - 金子晴美、ジャズ・シンガー
- 1951年 - 八木康行、実業家、日本マクドナルド社長
- 1951年 - 有川正沙子、作詞家
- 1951年 - 坂口志文、医学者（免疫学）
- 1952年 - 中田章道、将棋棋士
- 1953年 - デジ・アナーズ・ジュニア（英語版）、俳優
- 1954年 - 松任谷由実、シンガーソングライター
- 1954年 - 田所嘉徳、政治家
- 1954年 - シンディ・シャーマン、写真家
- 1954年 - リチャード・ゲイル、元プロ野球選手
- 1954年 - マーシャル・カーク・マキュージック、計算機科学者
- 1954年 - ティエリー・ジョンケ、小説家（+ 2009年）
- 1954年 - 今村俊一、舞台俳優
- 1955年 - 田辺節子、女優
- 1955年 - サイモン・ラトル、指揮者、ベルリン・フィルハーモニー管弦楽団首席指揮者兼芸術監督
- 1955年 - 谷一之、政治家
- 1956年 - 平間正一、実業家、佐川急便副会長
- 1956年 - 高橋健太郎、音楽評論家
- 1957年 - 柴門ふみ、漫画家
- 1957年 - 小林健二、アーティスト
- 1957年 - オーティス・アンダーソン（英語版）、アメリカンフットボール選手
- 1958年 - 高橋比奈子、政治家
- 1958年 - アレン・スティール、SF作家
- 1958年 - トーマス・キンケード（英語版）、画家
- 1959年 - 椎野茂、アナウンサー
- 1959年 - 竹本泉、漫画家
- 1959年 - 白井貴子、シンガーソングライター
- 1959年 - 新里玲乙奈、歌手（EVE）
- 1959年 - ダネーゼ・クーパー（英語版）、ウィキメディア財団CTO
- 1959年 - ジェフ・ピルソン（英語版）、ベーシスト（ドッケン）
- 1960年 - 岩崎文紀、作曲家、編曲家
- 1960年 - 藤丸敏、政治家
- 1960年 - マウロ・タソッティ、元サッカー選手
- 1960年 - 愛田真夕美、漫画家
- 1961年 - 林芳正、政治家
- 1961年 - 三井康浩、元プロ野球選手、スコアラー
- 1961年 - ポール・マクレーン、俳優
- 1961年 - ウィリアム・ラグズデール（英語版）、俳優
- 1961年 - ウェイン・ヘミングウェイ（英語版）、ファッションデザイナー
- 1962年 - 中村力、政治家
- 1962年 - 西司、シンガーソングライター
- 1962年 - 福山哲郎、政治家
- 1962年 - 塩田博昭、政治家
- 1962年 - 高橋幸慈、漫画家
- 1962年 - 坂東三津之助、歌舞伎俳優（+ 2013年）
- 1962年 - クリス・セイボー、元プロ野球選手
- 1962年 - ジェフ・ヴァン・ガンディ、バスケットボール指導者、ESPN解説者
- 1963年 - 松重豊、俳優
- 1963年 - キャロン・ウィーラー、歌手（Soul II Soul）
- 1963年 - マーティン・バシール、ジャーナリスト
- 1963年 - ジョン・バーコウ、政治家
- 1964年 - 清水馨、舞台女優
- 1964年 - 田中誠二、厚生労働官僚
- 1964年 - 増田英治、俳優
- 1964年 - 下村青、俳優（+ 2024年）
- 1964年 - 殊能将之、ミステリー作家（+ 2013年）
- 1964年 - 佐久間純子、声優（+ 2011年）
- 1965年 - 矢堀孝一、ギタリスト
- 1965年 - 相沢正輝[14]、声優
- 1966年 - 柴田啓、ベンチャーリパブリック創業者
- 1966年 - 永田豊志、作家
- 1966年 - 南翔子、歌手
- 1966年 - ステファン・エドベリ、テニス選手
- 1966年 - デューク・雪子、翻訳家
- 1967年 - 白石禮子、ヴァイオリニスト
- 1967年 - 笠原浩夫、俳優
- 1967年 - ねこぢる、漫画家（+ 1998年）
- 1967年 - ハビエル・カマラ、俳優
- 1968年 - 川井郁子、ヴァイオリニスト、作曲家
- 1968年 - 斎藤有太、キーボーディスト
- 1968年 - 庭野光祥、宗教家
- 1969年 - 柴田博、朝日放送テレビアナウンサー
- 1969年 - 佐野信義、ゲームミュージック作曲家
- 1969年 - 加藤朋子、囲碁棋士
- 1969年 - 大熊裕司、サッカー選手
- 1969年 - 向山佳絵子、チェリスト、NHK交響楽団首席チェロ奏者
- 1969年 - エドウィージ・ダンティカ、作家
- 1969年 - プレドラグ・ミヤトヴィッチ、サッカー選手
- 1969年 - スティーヴ・ストーントン、サッカー選手
- 1969年 - ルーク・ロングリー、プロバスケットボール選手
- 1969年 - ショーン・ウェイアンズ、俳優、映画監督
- 1969年 - 渡辺佳恵、実業家（+ 2024年）
- 1970年 - ウド鈴木、お笑いタレント（キャイ〜ン）
- 1970年 - 大日ノ出崇揚、元大相撲力士
- 1970年 - 火の竜清徳、タレント、元大相撲力士
- 1970年 - 五味岡たまき、アイドル
- 1970年 - シュテファン・フロイント、サッカー選手
- 1970年 - 井関佳子、声優、歌手
- 1971年 - 丸川珠代、政治家、アナウンサー
- 1971年 - 佐伯晃、俳優
- 1971年 - 栁澤哲、陸上競技選手
- 1971年 - 渡邉英豊、元サッカー選手
- 1971年 - フィル・ネビン、元プロ野球選手
- 1972年 - 中川礼二、漫才師（中川家）
- 1972年 - 今井久美子、女優
- 1972年 - 藤本恭子、女優、モデル、歌手
- 1972年 - 安田佑子、フリーアナウンサー
- 1972年 - 村山ひとし、タレント、放送作家
- 1972年 - ドレア・ド・マッテオ、女優
- 1972年 - ジョン・フィッシャー 、企業家
- 1972年 - サルバトーレ・ウルソー、元プロ野球選手
- 1972年 - ロン・キリングス、プロレスラー
- 1973年 - 木村郁美、アナウンサー
- 1973年 - 小林千晴、女優
- 1973年 - 東城光志、声優
- 1972年 - 大井裕子、歌手、アイドル
- 1973年 - 宮本泰介、政治家、習志野市長
- 1973年 - カレン・ランコム、女優
- 1973年 - 王軍霞、陸上競技選手
- 1974年 - 室町大助、俳優、殺陣師
- 1974年 - 中井英行、ミュージシャン（オセロケッツ）
- 1974年 - 車谷啓介、ドラマー（元三枝夕夏IN db）
- 1974年 - 川本真琴、シンガーソングライター
- 1974年 - フランク・カリエンド（英語版）、コメディアン
- 1974年 - マルセロ・バロン・ポランクジック、サッカー選手
- 1975年 - 森宮隆、俳優
- 1975年 - 福島里美、女優
- 1975年 - RIKKI、歌手
- 1975年 - 柴山ヒデアキ、イラストレーター、絵本作家、漫画家
- 1976年 - 中川勝弥、プロゴルファー
- 1975年 - ナタリー・クック、ビーチバレー選手
- 1975年 - フェルナンド・セギノール、元プロ野球選手
- 1976年 - タルソ・マルケス、F1レーサー
- 1976年 - クリストフ・ズマン（英語版）、バイアスロン選手
- 1977年 - Cocco、シンガーソングライター
- 1977年 - 林美穂、女優
- 1977年 - 道下美里、陸上競技選手
- 1977年 - 湯場忠志、プロボクサー
- 1977年 - キム・ソヨン、声優
- 1977年 - ローレン・エタメ・マイヤー、サッカー選手
- 1977年 - 荒畑潤一、プロスケーター
- 1978年 - 井戸実、実業家
- 1978年 - 林敬子、タレント
- 1978年 - 石井俊也、サッカー選手
- 1979年 - 平間美貴、女優
- 1979年 - 三田村勝典、タレント
- 1979年 - 孫英傑、陸上長距離選手
- 1979年 - 金炳賢、元プロ野球選手
- 1979年 - パウロ・フェレイラ、サッカー選手
- 1979年 - スベトラーナ・ホルキナ、元体操競技選手、政治家
- 1980年 - 望月章男、俳優
- 1980年 - 笠原亮、競艇選手
- 1980年 - 木村ネネ、元プロレスラー
- 1980年 - ジェンソン・バトン、F1レーサー
- 1980年 - ルーク・マクファーレン、俳優
- 1980年 - アルヴィーダス・マツィヤウスカス、プロバスケットボール選手
- 1981年 - 井口玲音、アナウンサー
- 1981年 - 南綾子、作家
- 1981年 - 市川貴之、プロ野球審判員
- 1981年 - 藤岡幹大、ギタリスト（+ 2018年）
- 1981年 - ルイス・ゴンサレス、サッカー選手
- 1981年 - アシエル・デル・オルノ、サッカー選手
- 1981年 - ビッツィー・トゥロック、女優
- 1982年 - 森崎愛、タレント
- 1982年 - 竹中知華、アナウンサー
- 1982年 - 中曽根康隆、政治家
- 1982年 - 中村裕司、騎手
- 1982年 - 島田裕介、サッカー選手
- 1982年 - 張韶涵（アンジェラ・チャン）、歌手、女優
- 1982年 - ジョディ・スウィーティン、女優
- 1982年 - 陳祚、競泳選手
- 1983年 - 宇多田ヒカル、シンガーソングライター
- 1983年 - 三福エンターテイメント、お笑い芸人
- 1983年 - 黄美珍（英語版、中国語版）（ジェーン・ホァン）、歌手
- 1983年 - グレン・モス、サッカー選手
- 1983年 - オイステイン・ペテルセン（英語版）、ノルディックスキー選手
- 1984年 - 加藤未央、女優
- 1984年 - 五十嵐衣里、政治家
- 1984年 - 西野友子、元アナウンサー
- 1984年 - ジミー・ケベ、元サッカー選手
- 1984年 - アリオナ・サフチェンコ、フィギュアスケート選手
- 1984年 - カルン・チャンドック、F1レーサー
- 1984年 - ニコラス・パレハ、元サッカー選手
- 1985年 - 石川梨華、タレント（元モーニング娘。、元美勇伝）
- 1985年 - 木村美紀、タレント
- 1985年 - 松橋周太呂、放送作家、お笑いタレント（元ジューシーズ）
- 1985年 - 溜口佑太朗、お笑いタレント（ラブレターズ）
- 1985年 - 船山祐二、元サッカー選手
- 1985年 - アルペル・ウチャル、フィギュアスケート選手
- 1985年 - シェイ・リリーホワイト、元プロ野球選手
- 1985年 - ベニー・ファイルハーバー、サッカー選手
- 1985年 - エリオット・ウォード（英語版）、サッカー選手
- 1986年 - 牧野由依、声優、女優、歌手、ピアニスト
- 1986年 - 定常菜都子、アナウンサー
- 1986年 - 島川未有、アナウンサー
- 1986年 - クラウディオ・マルキジオ、サッカー選手
- 1986年 - ムサ・ソウ、サッカー選手
- 1987年 - 金子有希、声優、舞台女優
- 1987年 - 太田基裕、俳優
- 1987年 - 東野行恭、タレント
- 1987年 - 百瀬茉莉奈、タレント
- 1987年 - 海空りく、作家
- 1987年 - ジャフェット・アマダー、プロ野球選手
- 1987年 - ジョーダン・ブラウニンガー、フィギュアスケート選手
- 1987年 - エドガル・マヌチャリアン、サッカー選手
- 1988年 - 落合由佳、アナウンサー
- 1988年 - 宮嶋那帆、アナウンサー
- 1988年 - 山本裕典、タレント、俳優
- 1988年 - 渡辺早織、ファッションモデル、女優
- 1988年 - 小松憲太、サッカー選手
- 1988年 - マティアス・クレメント、プロレスラー
- 1988年 - ショーン・トールソン、プロ野球選手
- 1988年 - ジャベール・マギー、プロバスケットボール選手
- 1989年 - 佐藤謙介、サッカー選手
- 1989年 - 實藤友紀、サッカー選手
- 1989年 - 藤満霞、プロボクサー
- 1989年 - 玄也、俳優、スタントマン（+ 2012年）
- 1989年 - ジェイムズ・ベレスフォード、プロ野球選手
- 1989年 - ジェイク・リー、プロレスラー
- 1990年 - 池田智子、ミュージシャン（Shiggy Jr.）
- 1990年 - makimu、元ファッションモデル
- 1990年 - 萩澤正太、元ラグビー選手
- 1990年 - 鈴木大、元プロレスラー
- 1990年 - リチャード・クレイン、プロ野球選手
- 1991年 - 日向野祥、俳優、ミュージシャン（HIROZ、HIROZ SEVEN+）
- 1991年 - 高橋ユウ、ファッションモデル、女優
- 1991年 - 前田佳美、ファッションモデル
- 1991年 - 蒼山幸子、ミュージシャン（元ねごと）
- 1991年 - 田中麻耶、アナウンサー
- 1991年 - 宮城雅史、サッカー選手
- 1991年 - 伊藤雅雪、元プロボクサー
- 1991年 - 鈴木駿也、元プロ野球選手
- 1991年 - エリン・サンダース（英語版）、女優
- 1991年 - ダリヤ・クリシナ、陸上競技選手
- 1991年 - ペトラ・マルティッチ、テニス選手
- 1992年 - KENTA、俳優
- 1992年 - ローガン・ラーマン、俳優
- 1992年 - ショーン・ジョンソン、体操選手
- 1992年 - ジャレル・コットン、プロ野球選手
- 1992年 - マック・ミラー、ラッパー（+ 2018年）
- 1993年 - 久野美咲、声優
- 1993年 - 永野愛理、声優（元Wake Up, Girls!）
- 1993年 - 金澤まい、声優
- 1993年 - エリック・トーレス、サッカー選手
- 1993年 - ガス・ルイス、俳優
- 1993年 - 劉晏含、バレーボール選手
- 1994年 - 小薗江愛理、女優
- 1994年 - 長谷川真優、女優
- 1994年 - 伊東大輝、タレント
- 1994年 - 千葉弘輝、タレント
- 1994年 - 小池美由、アイドル、歌手
- 1994年 - 澤本夏輝、歌手（FANTASTICS from EXILE TRIBE）
- 1994年 - マティアス・ギンター、サッカー選手
- 1995年 - 星奈々、元子役
- 1995年 - 初川みなみ、元AV女優
- 1996年 - 青葉ひなり、アイドル（FES☆TIVE）
- 1997年 - 太田賢吾、プロ野球選手
- 1997年 - 黒岩伶奈、女優
- 1997年 - 山崎あみ、ファッションモデル
- 1997年 - バトルロボ、YouTuber、ミュージシャン（元夕闇に誘いし漆黒の天使達）
- 1997年 - 小室安未、ファッションモデル
- 1998年 - 渡辺碧斗、俳優
- 1998年 - 吉村貢司郎、プロ野球選手
- 1998年 - 上原れな、元タレント
- 1998年 - ハンビン、アイドル（TEMPEST）
- 1999年 - 田﨑さくら、フリーアナウンサー
- 1999年 - ジョナサン・テイラー、アメリカンフットボール選手
- 2000年 - 伊藤あさひ、俳優
- 2000年 - 松岡はな、アイドル（元HKT48）
- 2000年 - 菊池柚花、タレント、キャスター
- 2000年 - 佐藤七海、アイドル（元AKB48）
- 2000年 - 岡田悠希、プロ野球選手
- 2001年 - 髙松瞳、アイドル（=LOVE）
- 2001年 - 藤井優衣、アイドル（KissBee）
- 2001年 - 人見古都音、アイドル（元AKB48）
- 2001年 - 鈴木侑、バスケットボール選手
- 2002年 - 亀田織音、元プロ野球選手
- 2003年 - 佐竹桃華、女優
- 2004年 - 黒見明香、アイドル（乃木坂46）
- 2004年 - 伊勢鈴蘭、アイドル（アンジュルム）
- 2005年 - 住田悠華、アイドル（アップアップガールズ（仮））
- 2005年 - 安田聖良、アイドル（busters）
- 2007年 - ミア・ブルックス、スノーボード選手
- 生年不詳 - 聖乃あすか、女優、宝塚歌劇団花組
- 生年不詳 - 蜂須賀智隆[15]、声優
- 生年不詳 - keiji、ミュージシャン（Mix Speaker's,Inc.）
- 生年不詳 - KOTOKO、シンガーソングライター
- 生年不詳 - 大原かずみ、演歌歌手
- 生年不詳 - 西川サスケ、音楽家、ボカロP
- 生年不詳 - Junky、音楽家、ボカロP
- 生年不詳 - 今川靜也、作曲家
- 生年不詳 - 衛藤ヒロユキ、漫画家
- 生年不詳 - 笹倉綾人、漫画家
- 生年不詳 - 天沢朱音、声優

### 人物以外（動物など）
- 1980年 - ロコ、のぼりべつクマ牧場にいる日本最高齢の雄ヒグマ（+ 2014年）

## 忌日

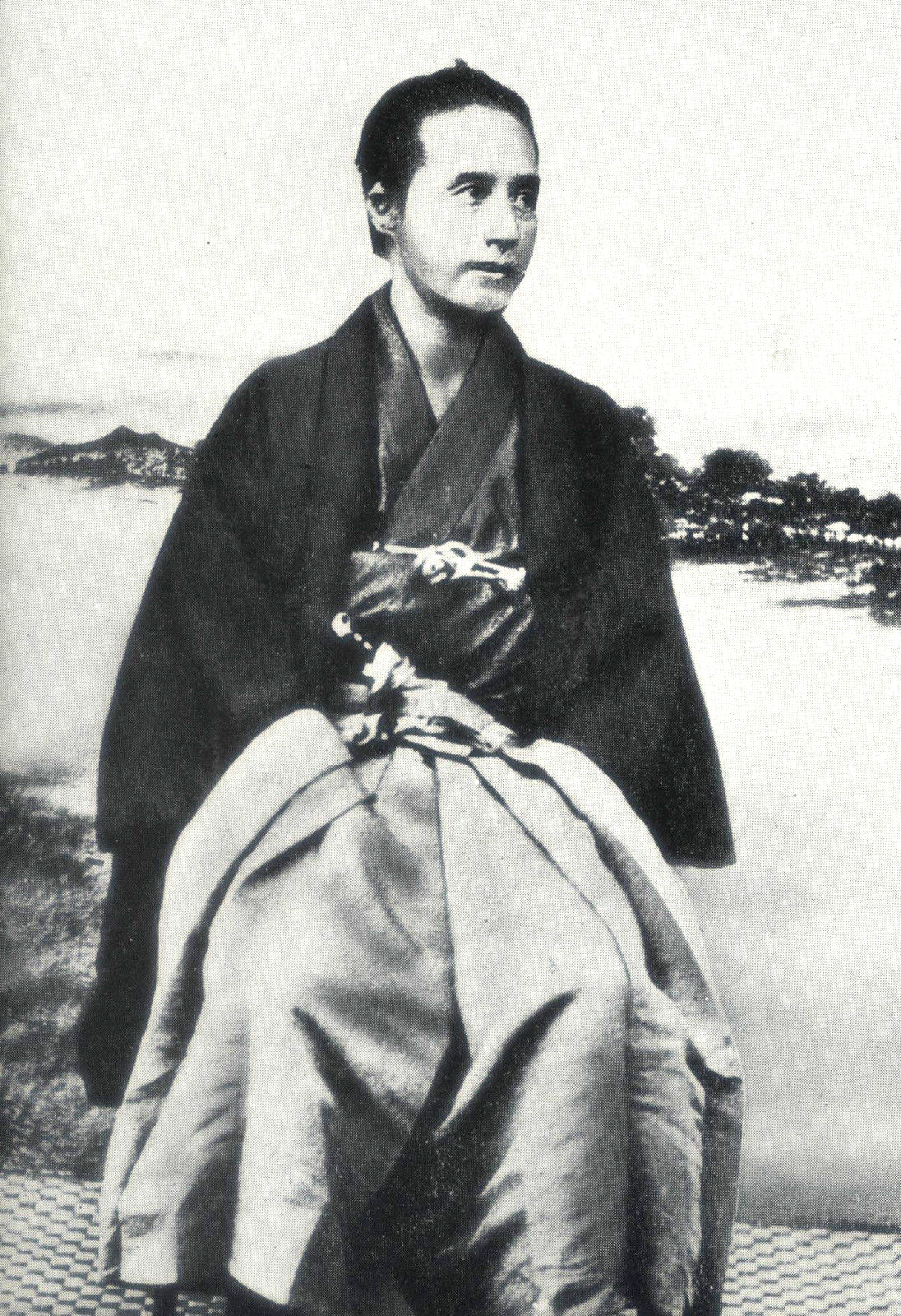
勝海舟(1823 - 1899)没。山岡鉄舟、高橋泥舟とともに幕末の三舟と呼ばれた。

- 639年 - ダゴベルト1世、フランク王（* 603年）
- 969年（康保3年12月2日） - 藤原朝忠、平安時代の公卿、歌人（* 910年）
- 1202年（建仁元年12月24日） - 藤原多子、近衛天皇・二条天皇の后（* 1140年）
- 1243年（仁治3年12月27日） - 近衛家実、鎌倉時代の公卿（* 1179年）
- 1283年（弘安5年12月19日） - 姉小路忠方、鎌倉時代の公卿（* 1241年）
- 1361年（正平15年/延文5年12月12日） - 関山慧玄、臨済宗の僧（* 1277年）
- 1468年（応仁元年12月24日） - 佐竹義人、室町時代の守護大名（* 1400年）
- 1571年 - パリス・ボルドーネ、画家（* 1500年）
- 1576年 - ハンス・ザックス、劇作家、歌手、遍歴職人（* 1494年）
- 1603年（慶長7年12月8日） - 勧修寺晴豊、安土桃山時代の公卿（* 1544年）
- 1692年 - ヤン・コメリン、植物学者、薬用植物販売者（* 1629年）
- 1719年（享保3年11月29日） - 尭延法親王、江戸時代の法親王（* 1677年）
- 1765年 - ヨハン・アグレル、作曲家（* 1701年）
- 1766年 - ジョヴァンニ・ニッコロ・セルヴァンドーニ（イタリア語版）、建築家、画家、舞台美術家（* 1695年）
- 1786年（天明5年12月20日） - 米倉昌晴、第3代六浦藩主、江戸幕府若年寄（* 1728年）
- 1793年（寛政4年12月8日） - 勝川春章、浮世絵師（* 1726年）
- 1820年 - シャルル＝ルイ・クレリソー（フランス語版）、建築家、画家（* 1721年）
- 1821年 - トーマス・ウィリング、銀行家、政治家、元フィラデルフィア市長、ペンシルベニア植民地代表、第一合衆国銀行初代頭取（* 1731年）
- 1833年 - フェルディナン・エロルド、作曲家（* 1791年）
- 1851年 - エステバン・エチェベリア（英語版）、詩人、小説家、自由主義活動家（* 1805年）
- 1855年 - ポーラン・ゲラン、画家（* 1783年）
- 1861年 - アルベルト・ニーマン（英語版）、コカインの化学者（* 1834年）
- 1865年 - プルードン、アナーキスト（* 1809年）
- 1869年 - カール・フォン・ライヘンバッハ、化学者、地質学者、博物学者、哲学者、実業家（* 1788年）
- 1871年 - アンリ・ルニョー、画家（* 1843年）
- 1878年 - アンリ・ヴィクトル・ルニョー、物理学者、化学者（* 1810年）
- 1881年 - エルコレ・デンボウスキー、天文学者（* 1812年）
- 1881年 - オギュスト・マリエット、エジプト考古学者（* 1821年）
- 1888年 - アントン・ド・バリー、植物学者（* 1831年）
- 1899年 - 勝海舟、幕臣、政治家（* 1823年）
- 1927年 - カール・グレーベ、化学者（* 1841年）
- 1929年 - 梁啓超、政治運動家、ジャーナリスト、歴史家（* 1873年）
- 1900年 - マーティ・バーゲン、プロ野球選手（* 1871年）
- 1930年 - フランク・ラムゼイ、数学者（* 1903年）
- 1931年 - 森道伯、漢方一貫堂医学の創始者（* 1867年）
- 1938年 - エミール・バスティアン＝ルパージュ（英語版）、画家、建築家（* 1854年）
- 1942年 - 猪俣津南雄、経済学者（* 1889年）
- 1942年 - ヴァルター・シュピース、画家（* 1895年）
- 1946年 - 靉光、洋画家（* 1907年）
- 1947年 - 石原純、物理学者、歌人（* 1881年）
- 1948年 - トニー・ガルニエ、都市計画家、建築家（* 1869年）
- 1948年 - 出口王仁三郎、宗教家（* 1871年）
- 1951年 - 星一、実業家（* 1873年）
- 1952年 - 田原淳、病理学者（* 1873年）
- 1956年 - ニコライ・パニン、フィギュアスケート選手（* 1871年）
- 1957年 - ミゲル・コバルビアス、画家（* 1904年）
- 1962年 - 安井誠一郎、元東京都知事、自由民主党衆議院議員（* 1891年）
- 1962年 - 高登渉、大相撲力士、元関脇（* 1908年）
- 1964年 - アルノルト・シュヴァスマン、天文学者（* 1870年）
- 1964年 - フィルマン・ランボー、自転車競技選手（* 1886年）
- 1965年 - モーリス・ペイト（英語版）、人道主義者、実業家、初代ユニセフ事務局長（* 1894年）
- 1968年 - レイ・ハロウン（英語版）、レーシングドライバー（* 1879年）
- 1969年 - 妹尾芳太郎、政治家、元徳島市長（* 1898年）
- 1969年 - ヤン・パラフ、「プラハの春」の英雄（* 1948年）
- 1970年 - ジェームス・ドノバン、弁護士、 米国海軍士官（* 1916年）
- 1972年 - 大宮庫吉、実業家、元寳酒造社長（* 1886年）
- 1972年 - マイケル・レビン、ヴァイオリニスト（* 1936年）
- 1972年 - 田中照雄、プロ野球選手（* 1933年）
- 1976年 - 八木秀次、八木・宇田アンテナ開発者（* 1886年）
- 1978年 - 岩崎憲[16]、生化学者（* 1891年）
- 1979年 - 唐牛敏世、銀行家、みちのく銀行初代頭取（* 1879年）
- 1980年 - 高橋信三、実業家、毎日放送元会長（* 1901年）
- 1980年 - 穂積驚、小説家（* 1912年）
- 1981年 - 吉田法晴、政治家、初代北九州市長（* 1908年）
- 1982年 - エリス・レジーナ、歌手（* 1945年）
- 1984年 - 今泉篤男、美術評論家（* 1902年）
- 1987年 - ローレンス・コールバーグ、心理学者（* 1927年）
- 1988年 - エフゲニー・ムラヴィンスキー、指揮者（* 1903年）
- 1989年 - 佐竹義利、実業家（* 1904年）
- 1990年 - 橋本登美三郎、政治家（* 1901年）
- 1990年 - 坂井時忠、官僚、政治家、元兵庫県知事（* 1911年）
- 1990年 - オショウ、神秘家（* 1931年）
- 1991年 - 宇佐美毅、第2代宮内庁長官（* 1903年）
- 1991年 - ロイ・ウェザリー（英語版）、プロ野球選手（* 1915年）
- 1992年 - 奥田宗宏[17]、指揮者（* 1911年）
- 1992年 - 高野鎮雄、日本ビクター元副社長（* 1923年）
- 1994年 - 宇田明彦、騎手、調教師（* 1931年）
- 1995年 - ダリル・チャピン、物理学者（* 1906年）
- 1996年 - 石野信一、大蔵官僚、第8代大蔵事務次官、さくら銀行相談役名誉会長（* 1912年）
- 1996年 - ドン・シンプソン、映画プロデューサー、脚本家（* 1943年）
- 1997年 - 細谷治嘉、政治家、元大牟田市長（* 1912年）
- 1997年 - アドリアナ・カセロッティ、女優、歌手（* 1916年）
- 1999年 - 芳の里淳三、大相撲力士、プロレスラー（* 1928年）
- 2000年 - ジョージ・レドヤード・ステビンズ、植物学者、遺伝学者（* 1906年）
- 2000年 - ヘディ・ラマー、女優、発明家（* 1914年）
- 2000年 - 牧羊子、詩人、エッセイスト（* 1923年）
- 2000年 - ベッティーノ・クラクシ、政治家、イタリア首相（* 1934年）
- 2002年 - 渡辺啓助、推理作家（* 1901年）
- 2002年 - 村岡慶二、実業家、エースコック創業者（* 1922年）
- 2003年 - フランソワーズ・ジルー、ジャーナリスト、脚本家、作家、政治家（* 1916年）
- 2003年 - 北出清五郎、アナウンサー（* 1922年）
- 2003年 - 田中明夫、俳優（* 1926年）
- 2006年 - 能村龍太郎、実業家、元太陽工業社長（* 1922年）
- 2006年 - 有島重武、政治家（* 1924年）
- 2006年 - アンソニー・フランシオサ、俳優（* 1928年）
- 2006年 - ウィルソン・ピケット、ソウル・R&B歌手（* 1941年）
- 2007年 - 太田博太郎、建築史家、東京大学名誉教授（* 1912年）
- 2007年 - デニー・ドハーティ（英語版）、テノール歌手（ママス＆パパス）（* 1940年）
- 2007年 - スコット・ビガロー、プロレスラー（* 1961年）
- 2008年 - スザンヌ・プレシェット、女優（* 1937年）
- 2008年 - 河林満、小説家（* 1950年）
- 2009年 - ボブ・ブロートン、撮影監督（* 1917年）
- 2009年 - ホセ・トーレス、プロボクサー、1956年メルボルンオリンピック銀メダリスト（* 1936年）
- 2009年 - 田中千香士、ヴァイオリニスト、教育家、元NHK交響楽団コンサートマスター（* 1939年）
- 2010年 - 白石正三、元プロテニス選手（* 1958年)
- 2011年 - アーネスト・マコラック、細胞生物学者（* 1926年）
- 2011年 - 濱田隆士、古生物学者、東京大学・放送大学名誉教授、元福井県立恐竜博物館館長（* 1933年）
- 2012年 - ウィンストン・ライリー、音楽プロデューサー（* 1946年）
- 2012年 - サラ・バーク、スノーボーダー（* 1982年）
- 2013年 - スタン・ミュージアル、プロ野球選手（* 1920年）
- 2013年 - 野々山一三、労働運動家、政治家（* 1923年）
- 2013年 - アール・ウィーバー、元メジャーリーグ監督（* 1930年）
- 2013年 - 福田弘平、政治家、和紙職人、元栃木県烏山町長（* 1937年）
- 2013年 - 大鵬幸喜、元大相撲力士、第48代横綱（* 1940年）
- 2013年 - 富井澄博、元アルペンスキーヤー（* 1949年）
- 2014年 - 藤田雄五、実業家、元アンリツ社長（* 1923年）
- 2014年 - 河渕務、アイスホッケー選手・指導者（* 1925年）
- 2014年 - 野中マリ子、女優（* 1927年）
- 2014年 - 船井幸雄、経営コンサルタント、船井総合研究所創業者（* 1933年）
- 2015年 - カール・H・プリブラム（英語版）、脳神経外科医、スタンフォード大学名誉教授（* 1919年）
- 2015年 - ワード・スウィングル（英語版）、ジャズミュージシャン（* 1927年）
- 2015年 - ヴェラ・ゴルノスタエヴァ、ピアニスト（* 1929年）
- 2015年 - 牛久保智昭[18]、実業家、元サンデン社長（* 1930年）
- 2015年 - 太田孝、実業家、元近畿日本ツーリスト社長（* 1944年）
- 2015年 - 矢吹健、歌手（* 1945年）
- 2016年 - 小出保太郎、スーパーセンテナリアン（* 1903年）
- 2016年 - シーラ・シム（英語版）、女優（* 1922年）
- 2016年 - 加藤精一[19]、実業家、元岡三証券社長（* 1929年）
- 2016年 - エットーレ・スコラ、映画監督（* 1931年）
- 2016年 - 谷山鉄郎、農学者、環境学者、三重大学名誉教授（* 1938年）
- 2017年 - ロアラ・ブラス（フランス語版）、歌手（* 1953年）
- 2017年 - ミゲル・フェラー、俳優（* 1955年）
- 2018年 - ドロシー・マローン、女優（* 1924年）
- 2019年 - ネイサン・グレイザー（英語版）、社会学者（* 1923年）
- 2019年 - ヘンリー・シー、実業家、SMインベストメンツ創業者（* 1924年）
- 2019年 - 月原茂皓、官僚、政治家（* 1935年）
- 2019年 - トニー・メンデス、CIA職員（* 1940年）
- 2020年 - 重光武雄、実業家、ロッテグループ創業者、千葉ロッテマリーンズオーナー（* 1922年）
- 2020年 - マンフレッド・クラインズ（英語版）、科学者、発明家、音楽家（* 1925年）
- 2020年 - ジミー・ヒース、ジャズサクソフォン奏者（ヒース・ブラザース）（* 1926年）
- 2020年 - 金光寿郎、テレビディレクター（* 1927年）
- 2020年 - ロバート・パーカー、R&Bシンガー（* 1930年）
- 2020年 - 奈良原一高、写真家（* 1931年）
- 2020年 - 原知佐子、女優（* 1936年）
- 2020年 - 上野隆三[20]、殺陣師（* 1937年）
- 2021年 - 長岡三重子、水泳選手、実業家、能楽師（* 1914年）
- 2021年 - 鈴木重靖、経済学者（* 1925年）
- 2021年 - 伊藤英成、政治家（* 1941年）
- 2021年 - 松永ひとみ[21]、歌手（* 1967年）
- 2022年 - 吉田和子、実業家、馬主（* 1922年）
- 2022年 - 6代目津田佐兵衞[22]、実業家、元井筒八ッ橋本舗社長（* 1923年）
- 2022年 - ハーディ・クリューガー、俳優（* 1928年）
- 2022年 - ボブ・ゴールビー（英語版）、プロゴルファー（* 1929年）
- 2022年 - ナイジェル・ロジャース、テノール歌手（* 1935年）
- 2022年 - 杵屋淨貢、長唄三味線方、元7代目杵屋巳太郎（* 1937年）
- 2022年 - 西太一郎[23]、実業家、元三和酒類社長（* 1938年）
- 2022年 - ハンス＝ユルゲン・デルナー、元サッカー選手、指導者（* 1951年）
- 2022年 - 真栄田雅也、実業家、元キヤノン社長（* 1952年）
- 2022年 - ギャスパー・ウリエル、俳優（* 1984年）
- 2023年 - 鮫島純子、エッセイスト（* 1922年）
- 2023年 - 上田誠也、地球物理学者、東京大学名誉教授（* 1929年）
- 2023年 - 目黒考二、実業家、文芸評論家、編集、「本の雑誌社」設立者（* 1946年）
- 2023年 - ジル・ベイヤー、元フィギュアスケート選手、指導者（* 1958年）
- 2023年 - アントン・ウォークス、サッカー選手（* 1997年）
- 2024年 - ジャック・バーク・ジュニア（英語版）、プロゴルファー、世界ゴルフ殿堂（* 1923年）
- 2024年 - 正司歌江、漫才師（かしまし娘）（*1929年）
- 2024年 - イ・ドゥヨン、映画監督（* 1942年）
- 2024年 - マリーナ・ショウ、ジャズ歌手（* 1942年）
- 2024年 - 川島透、元サッカー選手（* 1970年）
- 2025年 - 横見浩彦、トラベルライター（* 1961年）

## 記念日・年中行事
- 空気清浄機の日（ 日本）
日本電機工業会が2006年に制定。「い(1)い(1)く(9)うき」の語呂合せ[24]。
- カラオケの日／のど自慢の日（ 日本）
1946年1月19日にNHKラジオで『のど自慢素人音楽会』（現在の『NHKのど自慢』）が放送開始されたことに由来。
- はっぴぃおかん・大阪いちじくの日（ 日本）
大阪府羽曳野市のはっぴぃおかんが制定。いちじくの商品を広め、大阪を代表する特産品・お土産にするのが目的。日付は、「いち（1）じく（19）」と読む語呂合わせから[25]。
- 家庭消火器点検の日（ 日本）
全国消防機器販売業協会が1991年10月に制定。1と19で「119」となることから。11月9日が消防庁が定めた「119の日」であるため、1月19日を記念日とした[25][26]。
- いちじく浣腸の日（ 日本）
いちじく製薬株式会社が創業90周年を記念し2015年に制定。さらに多くの人にいちじく浣腸を知ってもらうのが目的。日付は、「いち（1）じく（19）」と読む語呂合わせから[25]。
- いいくちの日（ 日本）
花王株式会社が制定。歯のケアだけでなく、口内環境全般を健康な状態に保つことを意識してもらうのが目的。日付は、「いい（11）くち（9）」と読む語呂合わせから[25][27]。
- 明恵上人改開山忌（ 日本）
紀伊国有田郡石垣庄出身で、華厳宗中興の祖・明惠上人は、1232年（寛喜4年）1月19日（新暦1232年２月11日）に遷化[28]。この日、明恵上人が開いた高山寺では、明恵上人を偲ぶ法要が営まれる[29]。なお、明恵は栄西からもらった茶の種子を栂尾や宇治・五ケ庄大和田の里に蒔き、茶の普及のきっかけを作ったことでも知られている[30]。